# Četrtna skupnost Center
Četrtna skupnost Center je ožja enota Mestne občine Ljubljana, ki zajema četrti v središču Ljubljane, ki ležijo med Rožnikom in parkom Tivoli na eni ter Golovcem na drugi strani. Meri 507 ha in ima 25.795 prebivalcev (2020). Obsega ozemlje nekdanje najmanjše slovenske Občine Ljubljana-Center, ki je zaradi centralnega položaja nekoč mejila na vse štiri preostale ljubljanske občine (Šiška, Bežigrad, Moste-Polje, Vič-Rudnik), danes pa na kar 9 od preostalih 16 (torej na večino) ljubljanskih četrtnih skupnosti (Šiška, Bežigrad, Jarše, Moste, Golovec, Rudnik, Trnovo, Vič, Rožnik). 